# Rhytidoponera insularis
Rhytidoponera insularis är en myrart som beskrevs av Ward 1984. Rhytidoponera insularis ingår i släktet Rhytidoponera och familjen myror. Inga underarter finns listade i Catalogue of Life.